# Чистопольский 502-й пехотный полк
502-й пехотный Чистопольский полк  — пехотная воинская часть Русской императорской армии третьей очереди. Сформирован для участия в Первой мировой войне.
- Старшинство — 27 ноября 1915 г.
- Полковой праздник — 27 ноября.

Командир 
Госсе Петр Людвигович (3.05.1865 - ?)
полковник
08.02.1916 - 01.08.1916

## История

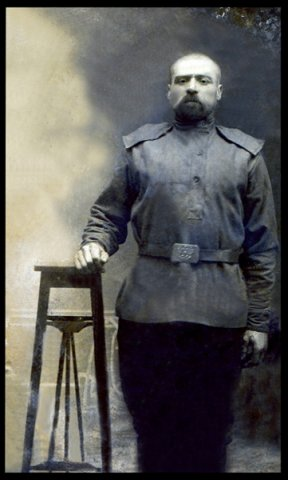
Лазарев Филлип Иванович, рядовой 502-го пехотного Чистопольского полка

Полк 3-й очереди формирования 27 ноября 1915 г. Знамёна пожалованы в январе 1916 г. Входил в 126-ю пехотную дивизию (командующий генерал-лейтенант Г. А. Левицкий) XLV армейского корпуса (командующий генерал от инфантерии П. А. фон-Лайминг).
Участвовал в Луцком (Брусиловском) прорыве. Упоминается в дневнике Императора Николая II.
«9 мая Понедельник. К счастью вчерашняя погода изменилась к лучшему, и юг постоял за себя. В 10 час. вышли на ст. Бендеры и приняли Брусилова, Эбелова, губернатора и других. В поезде доехали до места смотра в 2 вер. от города. Участвовали части вновь сформирован, 45-го арм. корпуса, бригада 113 пех. див., 451-й пех. Пирятинский и 452-й Кролевецкий и бригада 126-й пех. див., 501-й Сарапульский и 502-й Чистопольский полки и 1-й дивизион 126-й арт. бригады. Все представились молодцами и я остался очень доволен…»